# René Alone
René Alone est un acteur français.

## Filmographie

### Cinéma
- 1948 : L'Impeccable Henri
- 1949 : Histoires extraordinaires à faire peur ou à faire rire...
- 1956 : Les Assassins du dimanche
- 1957 : Les Fanatiques
- 1958 : Les Copains du dimanche
- 1959 : Croquemitoufle
- 1959 : Du rififi chez les femmes : Bit part
- 1967 : Un homme de trop : Le médecin

### Théâtre
- 1961 : L'Alcade de Zalamea de  Pedro Calderón de la Barca , mise en scène  Jean Vilar et Georges Riquier - Festival d'Avignon : premier soldat

### Télévision

#### Séries télévisées
- 1956 : Énigmes de l'histoire
- 1956-1967 : En votre âme et conscience : Le président
- 1960 : Tony, le fils du cirque : Le directeur
- 1963 : La caméra explore le temps : L'évêque Juxon
- 1964-1965 : Le Théâtre de la jeunesse : Kochevoi
- 1965 : Belphégor ou le Fantôme du Louvre : Doublet
- 1965 : Les Complices de l'aube : Le commissaire Decroix
- 1965 : Marc et Sylvie : Le directeur
- 1966 : Corsaires et Flibustiers : Ferran
- 1967 : Les Cinq Dernières Minutes : La Mort masquée de Guy Lessertisseur  : Gentioux
- 1968-1971 : Le Tribunal de l'impossible : Procureur d'état Zaherik
- 1970 : D'Artagnan
- 1971 : Les Cent Livres des Hommes : M. Eysette
- 1971 : Les Enquêtes du commissaire Maigret de René Lucot, épisode : Maigret et le fantôme : L'inspecteur Créac
- 1973 : Les Thibault : Stéfany
- 1973 : Les Rois maudits : Le Sénéchal Basset
- 1977 : Le Confessional des pénitents noirs
- 1981 : Les Dossiers de l'écran : Colbert

#### Téléfilms
- 1958 : Abisag
- 1959 : La Nuit de Tom Brown : Avos
- 1959 : Les trois mousquetaires : Le bourreau
- 1959 : Macbeth : Le second assassin
- 1961 : Loin de Rueil : Le second reporter indien
- 1963 : L'un d'entre vous : Le guitariste
- 1963 : Madame Sans Gêne : Roustan
- 1965 : Le faiseur : Bredif
- 1965 : Morgane ou Le prétendant : De Saintos
- 1967 : Antoine et Cléopâtre : Aurelius
- 1968 : Bouclage : Le préposé général
- 1968 : La Boniface : Le docteur Jacqueline
- 1969 : Un bourgeois de Paris : Robert Le Coq, évêque de Laon
- 1970 : Le Fauteuil hanté : Maxime d'Aulnay
- 1971 : L'exécution du Duc de Guise : Aumont
- 1972 : Vassa Geleznova : Melnikov
- 1974 : La trahison
- 1974 : Une affaire à suivre : Ravas
- 1975 : Au bois dormant : Maître Magnan